# Enrico Tazzoli (sous-marin, 1935)
Pour les articles homonymes, voir Enrico Tazzoli (homonymie) et Enrico Tazzoli (sous-marin).
Si vous recherchez le sous-marin de la Marina Militare du même nom, voir Enrico Tazzoli
Le Enrico Tazzoli (fanion « TZ ») est un sous-marin océanique italien de la classe Calvi construit à la fin des années 1930 pour la Marine royale italienne.
Le nom du sous-marin est un hommage à Enrico Tazzoli (1812-1852), prêtre et patriote italien.

## Conception et description
La classe Calvi était une version améliorée et élargie des précédents croiseurs sous-marins de la classe Balilla. Ils ont déplacé 1 549 tonnes en surface et 2 061 tonnes en immersion. Les sous-marins mesuraient 84,3 mètres de long, avaient une largeur de 7,7 mètres et un tirant d'eau de 5,2 mètres. Ils avaient une profondeur de plongée opérationnelle de 90 mètres,. Leur équipage comptait 77 officiers et soldats.
Pour la navigation de surface, les sous-marins étaient propulsés par deux moteurs diesel de 2 200 chevaux-vapeur (1 641 kW), chacun entraînant un arbre d'hélice. En immersion, chaque hélice était entraînée par un moteur électrique de 900 chevaux-vapeur (671 kW). Ils pouvaient atteindre 16,8 nœuds (31,1 km/h) en surface et 7,4 nœuds (13,7 km/h) sous l'eau. En surface, la classe Calvi avait une autonomie de 11 400 milles nautiques (21 100 km) à 8 noeuds (15 km/h); en immersion, ils avaient une autonomie de 120 milles nautiques (220 km) à 3 noeuds (5,6 km/h).
Les sous-marins étaient armés de huit tubes lance-torpilles de 533 mm (21 pouces), quatre à la proue et quatre à la poupe, pour lesquels ils transportaient un total de 16 torpilles. Ils étaient également armés d'une paire de canons de pont de 120 mm (4,7 pouces), un à l'avant et un à l'arrière de la tour de commandement (kiosque, pour le combat en surface. Leur armement anti-aérien consistait en deux supports de mitrailleuses de 13,2 mm.

## Construction et mise en service
Le Enrico Tazzoli est construit par le chantier naval Odero-Terni-Orlando (OTO) de La Spezia en Italie, et mis sur cale le 16 septembre 1932. Il est lancé le 13 octobre 1935 et est achevé et mis en service le 18 avril 1936. Il est commissionné le même jour dans la Regia Marina.

## Histoire du service
Lancé le 13 octobre 1935 et entré en service le 18 avril 1936, le Enrico Tazzoli a participé clandestinement à la guerre civile espagnole en prenant part à trois missions infructueuses entre la fin de 1936 et le début de 1937. Au cours de l'une de ces missions, il a tenté de torpiller un destroyer républicain espagnol (Lazaga ou Almirante Valdés), mais n'y est pas parvenu et a également reçu une charge sous-marine qui a causé quelques dégâts.
À l'entrée de l'Italie dans la Seconde Guerre mondiale, il n'a effectué qu'une seule mission (sans résultat) en Méditerranée, puis il était destiné à l'Atlantique. Il aurait dû partir dès août 1940 mais il a dû reporter le départ en raison de quelques avaries.
Il a navigué le 2 octobre 1940 depuis La Spezia sous le commandement du capitaine de corvette Vittore Raccanelli et le 7 octobre, il passe le détroit de Gibraltar, plongeant, à cause des courants, jusqu'à 124 mètres de profondeur (inconvénient arrivé à différents sous-marins dans le passage de ce détroit). Le 11 octobre, il a aperçu un convoi mais n'a pas pu l'attaquer en raison du mauvais temps et de l'arrivée de deux unités d'escorte. Le Tazzoli est arrivé à Bordeaux, où se trouve la base italienne de Betasom, le 24 du mois, après avoir coulé au large du cap Saint-Vincent, le 12 octobre, le navire à vapeur yougoslave Orao (5 135 tonneaux). À l'embouchure de la Gironde, le sous-marin a été bombardé et mitraillé par un navire ennemi et est reparti en plongeant.
Il effectue une seconde mission atlantique (32 jours) entre décembre 1940 et janvier 1941. Il attaque avec son canon de pont le vapeur Everleight mais ce dernier répond avec son armement de bord et se met hors de vue aidé aussi par la pluie. Le Tazzoli coule ensuite, au large des côtes écossaises, le 27 décembre 1940, le vapeur britannique Ardhaban (4 980 tonneaux).
À partir du 5 avril 1941, il embarque ceux qui deviendront les sous-mariniers italiens les plus performants: le capitaine de corvette Carlo Fecia di Cossato en tant que commandant et le lieutenant de vaisseau Gianfranco Gazzana-Priaroggia en tant que second (ce dernier se distinguera plus tard en commandant les sous-marins Archimede et Leonardo da Vinci. Ces deux vaillants commandants donneront vie à une compétition singulière : le Tazzoli, commandé par Fecia di Cossato, établit le record du nombre d'unités ennemies coulées, 18, tandis que le Da Vinci commandé par Gazzana-Priaroggia établit le record de la quantité de tonnage ennemi coulé, avec 120 243 tonneaux de jauge brute).
Au cours de la mission suivante de 46 jours, il a d'abord été stationné au large de Lisbonne, puis a navigué vers l'Équateur terrestre en suivant les côtes africaines, obtenant trois résultat. Le 15 avril 1941, il torpille le vapeur britannique Aurillac (4 733 tonneaux), auquel il donne ensuite le coup de grâce avec deux autres torpilles et son canon. Le 7 mai, il coule le navire à moteur norvégien Fernlane (4 310 tonneaux) avec quatre torpilles, et deux jours plus tard, il coule le pétrolier norvégien Alfred Olsen (8 817 tonneaux), devant utiliser toutes les torpilles restantes et une centaine d'obus d'artillerie. Lors de la rentrée vers sa base, alors qu'il était déjà arrivé à l'embouchure de la Gironde, il a été attaqué par un avion qui a lancé six bombes mais qui l'a repoussé en l'endommageant,,.
Lors de la mission suivante, toujours au large des côtes africaines, il détruit l'épave du vapeur anglais Sangara (5 449 tonneaux) qui est cependant déjà échoué et inutilisable après avoir été torpillé par le sous-marin (U-boot) allemand U-69. Le 19 août, il coule le pétrolier norvégien Sildra (7 313 tonneaux) à une cinquantaine de milles nautiques (90 km) de Freetown.
En décembre 1941, le Tazzoli participe, au départ de Bordeaux, avec trois sous-marins allemands au sauvetage de plus de 400 survivants de deux navires allemands : le célèbre navire pirate Atlantis, coulé au sud de l'Équateur, et le pétrolier Python, coulé au large des îles du Cap Vert quelques jours après avoir secouru les marins du Atlantis. Cet exploit a valu à Fecia di Cossato une importante décoration allemande de l'amiral Dönitz: la Croix de fer de 1re classe.
Le 11 février 1942, le Tazzoli partit pour une autre mission: Le 6 mars 1942, il coule d'abord le vapeur néerlandais Astrea (1 406 tonneaux), puis le lendemain le navire à moteur norvégien Tonsbergfjord (3 156 tonneaux), suivi deux jours plus tard par le vapeur uruguayen Montevideo (5 785 tonneaux). Le 11 mars, il a coulé le vapeur panaméen Cygnet (3 628 tonneaux) et, après deux jours supplémentaires, le navire anglais Daytonian (6 434 tonneaux), pour finir par le pétrolier Athelqueen (8 780 tonneaux) le 15 mars,. Au total, dans le cadre de cette mission, le Tazzoli avait mené sept attaques avec le lancement de 17 torpilles dont 13 avaient été réussies.
Le 24 juin 1942, il part pour une nouvelle mission au cours de laquelle il opère dans les Caraïbes où il coule le vapeur néerlandais Castor (1 830 tonneaux) le 1er août 1942 et le pétrolier norvégien Havsten (6 161 tonneaux) cinq jours plus tard. La mission dure 71 jours avec plus de 10 000 milles nautiques (18 500 km) parcourus,.
Le 14 novembre 1942, le Tazzoli part pour sa dernière mission offensive, au cours de laquelle il se ravitaille en carburant à partir du sous-marin Léonard de Vinci et abat un avion Bristol en attaque. Le même jour - le 12 décembre 1942 - il coule le vapeur britannique Empire Hawk (5 032 tonneaux) et le néerlandais Ombilin (5 658 tonneaux). Le 21, il a coulé le vapeur britannique Queen City (4 814 tonneaux) et à Noël le vapeur américain Dona Aurora (5 011 tonneaux),, rentrant à la base le 26 janvier 1943.
A la fin de 1942, avant le retour de la dernière mission, il avait été décidé d'utiliser le Tazzoli, avec les sous-marins Barbarigo, Cagni, Finzi, Giuliani, Torelli et Cappellini pour le transport spécial avec l'Extrême-Orient, avec des modifications qui auraient concerné aussi le retrait d'une partie de l'armement, les travaux furent achevés en avril-mai 1943. En février 1943, Carlo Fecia di Cossato, promu capitaine de frégate, quitte son commandement pour prendre celui du 3e escadron de sous-marins, à bord du navire Aliseo, un torpilleur de la classe Ciclone, avec lequel il se distinguera plus tard dans d'autres entreprises vaillantes.
Le sous-marin part pour sa première mission de transport le 16 mai 1943, sous le commandement du capitaine de corvette Giuseppe Caito, (avec à bord 165 tonnes de matériel et quelques techniciens qui doivent fournir à la préparation d'une base sous-marine italienne en Extrême-Orient) mais on n'en savait pas plus. Comme le Tazzoli aurait dû communiquer avec sa base (mais ne l'a pas fait) le 24, il est probable qu'il ait été perdu entre le 17 et le 24 mai 1943, probablement en sautant sur une mine posée par un avion de la Royal Air Force. Avec la disparition du sous-marin, le commandant Caito, cinq autres officiers et 44 ou 46 sous-officiers et marins, plus 5 travailleurs civils ont disparu. Comme hypothèses alternatives ont été considérées une attaque aérienne britannique (démentie par une recherche effectuée dans les archives de la RAF) et l'attaque du destroyer américain USS MacKenzie (DD-614) qui, en effet, le 16 mai dans le Golfe de Gascogne, ce dernier a lancé deux grenades sous-marines aux coordonnées 38° 53′ N, 20° 33′ O sans toutefois pouvoir en vérifier le résultat. L'attaque a été répétée le 22 mai, toujours sans victime apparente.
Cette tragédie a profondément marqué le capitaine de frégateFecia di Cossato, son ancien commandant.
Après la guerre, le sous-marin océanique américain USS Barb (SS-220) a été rebaptisé Enrico Tazzoli. Après avoir participé à la Seconde Guerre mondiale et avoir été mis en réserve par la marine américaine, le sous-marin a été radicalement modernisé, selon de nouvelles normes appelées GUPPY, et a été livré à la Marina Militare Italiana (marine italienne) le 13 décembre 1954, pour servir jusqu'au 28 février 1973.

## Historique des patrouilles
Le Tazzoli a mené dix patrouilles de guerre sur une période de 30 mois, et a effectué un voyage en tant que chef de blocus.
| Numéro de la patrouille | Départ           | Retourné à        | Zone d'opération                           | Notes                                                     |
| ----------------------- | ---------------- | ----------------- | ------------------------------------------ | --------------------------------------------------------- |
| 1                       | 30 juin 1940     | 2 juillet 1940    | Afrique du Nord                            | pas de succès                                             |
| 2                       | 30 juillet 1940  | 9 août 1940       | Méditerranée occidentale                   | tentative ratée de franchissement du détroit de Gibraltar |
| 3                       | 2 octobre 1940   | 24 octobre 1940   | Atlantique Nord                            | a coulé 1 navire marchand ; rejoint BETASOM à Bordeaux    |
| 4                       | 13 décembre 1940 | 6 janvier 1941    | Îles britanniques                          | a coulé 1 navire marchand                                 |
| 5                       | 7 avril 1941     | 23 mai 1941       | Açores                                     | a coulé 3 navires marchands                               |
| 6                       | 15 juillet 1941  | 11 septembre 1941 | Freetown                                   | a coulé 3 navires marchands                               |
| 7                       | 7 décembre 1941  | 27 décembre 1941  | Atlantique Sud                             | mission de sauvetage de l'équipage du raider Atlantis     |
| 8                       | 2 février 1942   | 31 mars 1942      | Caraïbes                                   | Opération Neuland; coulé 6 navires marchands              |
| 9                       | 18 juin 1942     | 5 septembre 1942  | Caraïbes                                   | a coulé 2 navires marchands                               |
| 10                      | 14 novembre 1942 | 2 février 1943    | Brésil                                     | a coulé 4 navires marchands                               |
| 11                      | 16 mai 1943      | date inconnue     | mission de transport vers l'Extrême-Orient | perdu en transit                                          |

## Palmarès
| Mission | Date             | Bateau        | Nation      | Tonnage en tonneaux | Notes                                                                          |
| ------- | ---------------- | ------------- | ----------- | ------------------- | ------------------------------------------------------------------------------ |
| 3e      | 12 octobre 1940  | Orao          | Yougoslavie | 5 135               | Cargo bombardé puis torpillé alors qu'il émettait un message radio ; deux tués |
| 4e      | 27 décembre 1940 | Ardanbahn     | Royaume-Uni | 4 980               | Aucun survivant du cargo sans escorte du Convoi OB 263                         |
| 5e      | 15 avril 1941    | Aurillac      | Royaume-Uni | 4 248               | Cargo, 1 tué                                                                   |
| 5e      | 7 mai 1941       | Fernlane      | Norvège     | 4 310               | Cargo avec une cargaison de munitions, pas de victimes                         |
| 5e      | 10 mai 1941      | Alfred Olsen  | Norvège     | 8 817               | Tanker, pas de victimes                                                        |
| 6e      | 19 août 1941     | Sildra'       | Norvège     | 7 313               | Tanker, pas de victimes                                                        |
| 8e      | 6 mars 1942      | Astrea        | Pays-Bas    | 1 406               | Cargo, pas de victimes                                                         |
| 8e      | 6 mars 1942      | Tonsbergfjord | Norvège     | 3 156               | Cargo; 1 tué                                                                   |
| 8e      | 8 mars 1942      | Montevideo    | Uruguay     | 5 785               | Cargo; 14 tués                                                                 |
| 8e      | 10 mars 1942     | Cygnet        | Grèce       | 3 628               | Cargo; pas de victimes                                                         |
| 8e      | 13 mars 1942     | Daytonian     | Royaume-Uni | 6 434               | Cargo; 1 tué                                                                   |
| 8e      | 15 mars 1942     | Athelqueen    | Royaume-Uni | 8 780               | Pétrolier; 3 tués                                                              |
| 9e      | 2 août 1942      | Kastor        | Grèce       | 5 497               | Cargo; 4 tués                                                                  |
| 9e      | 6 août 1942      | Havsten       | Norvège     | 6 161               | Pétrolier; 2 tués                                                              |
| 10e     | 12 décembre 1942 | Empire Hawk   | Royaume-Uni | 5 032               | Cargo, pas de victimes                                                         |
| 10e     | 12 décembre 1942 | Ombillin      | Pays-Bas    | 5 658               | Cargo, pas de victimes                                                         |
| 10e     | 21 décembre 1942 | Queen City    | Royaume-Uni | 4 814               | Cargo, 6 tués                                                                  |
| 10e     | 25 décembre 1942 | Doña Aurora   | États-Unis  | 5 011               | Cargo, 7 tués                                                                  |
| Total:  | Total:           | Total:        | Total:      | 96 165 tonneaux     |                                                                                |